# Ormes (Marna)
Ormes – miejscowość i gmina we Francji, w regionie Grand Est, w departamencie Marna.
Według danych na rok 2009 gminę zamieszkiwało 450 osób, a gęstość zaludnienia wynosiła 71 osób/km².